# Dominio

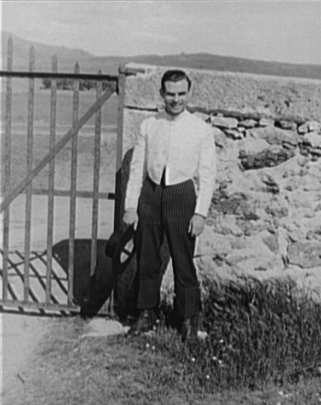
Domingo Ortega, le 5 juin 1935

Dans le monde de la tauromachie, le  dominio  (« domination ») désigne la faculté qu'a un torero d'agir sur le comportement du taureau quelle que soit son origine et de lui imposer son rythme et ses terrains. Les moyens de dominer le taureau résument toute la science taurine, le dominio étant ce qui différencie le torero qui donne des passes à celui qui torée vraiment.

## Description
Selon Domingo Ortega : « Si ce n'est pas vous qui pouvez quelque chose sur la bête, c'est la bête qui peut quelque chose sur vous. »
Pour dominer un taureau il faut une connaissance parfaite du sitio, c’est-à-dire de l'emplacement à choisir  en fonction des conditions du taureau,. Une maîtrise des recours et des moyens techniques permettant de résoudre les problèmes posés par l'animal. Et  l'application de la règle d'or : « parar, templar, cargar, mandar » (« arrêter ou dévier la charge du taureau, calmer ou modérer, charger la suerte, commander imposer »). La traduction de ces termes ne peut être qu'approximative car les principes qu'ils sous-tendent se modifient avec le temps.